# Wileroltigen
Wileroltigen es una comuna suiza del cantón de Berna, situada en el distrito administrativo de Berna-Mittelland. Limita al norte con la comuna de Golaten, al este con Mühleberg, al sur con Ferenbalm, y al oeste con Gurbrü y Kerzers (FR).
Hasta el 31 de diciembre de 2009 situada en el distrito de Laupen.

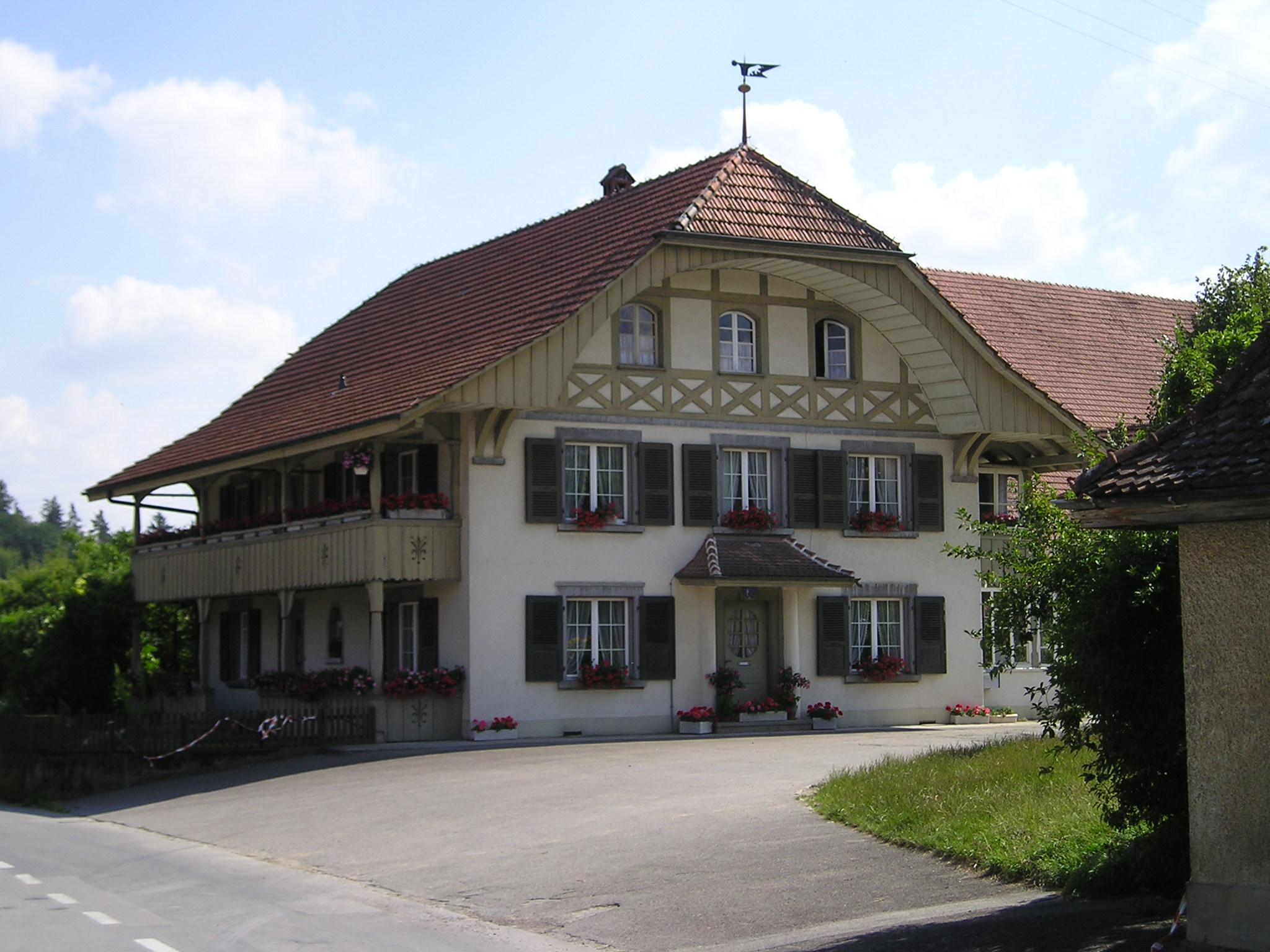
Granja en Wileroltigen.

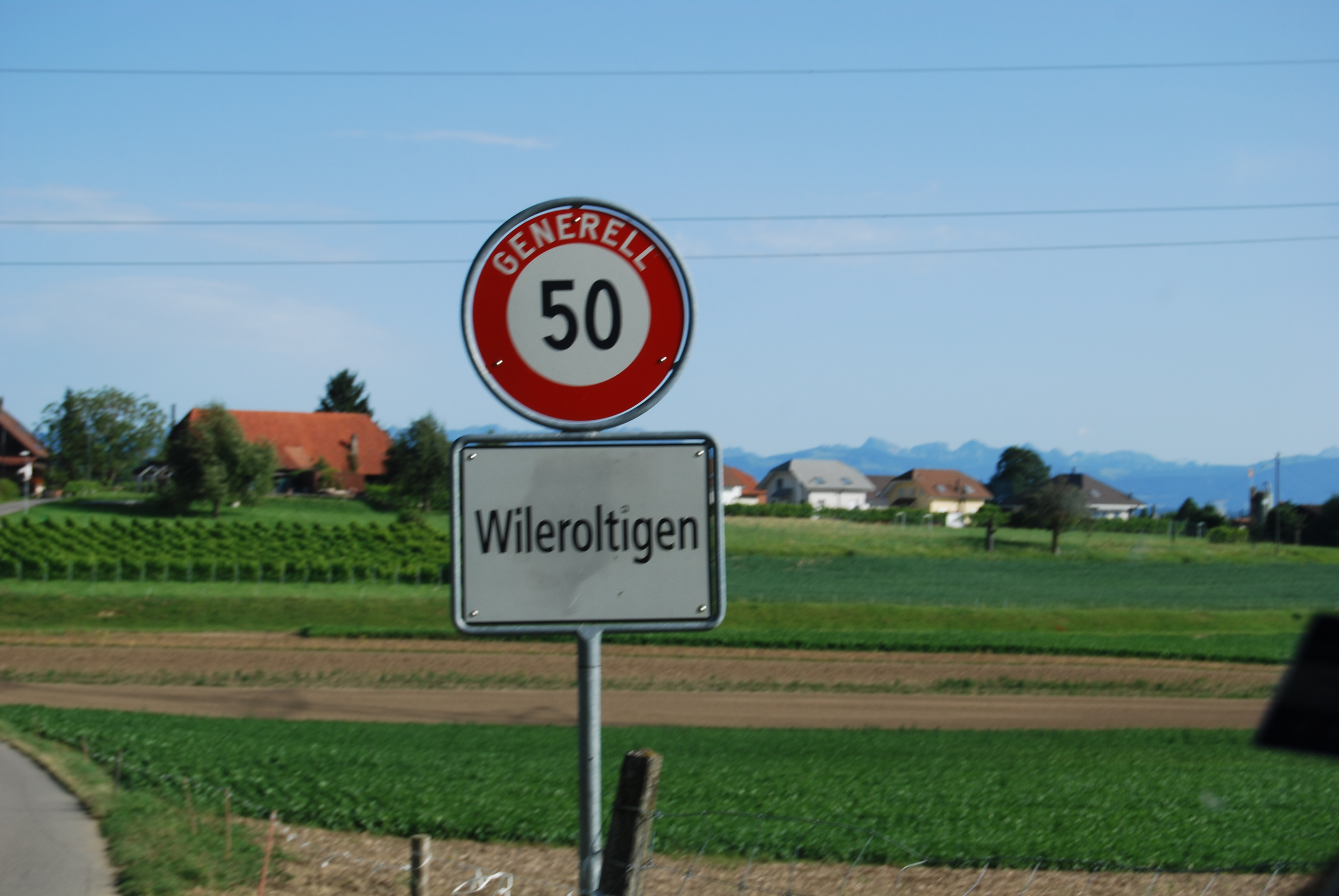
Wileroltigen